# Nephelistis orbicularis
Nephelistis orbicularis là một loài bướm đêm trong họ Noctuidae.